# Sergio Guerri
Sergio Guerri (Tarquinia, 25 dicembre 1905 – Città del Vaticano, 15 marzo 1992) è stato un cardinale e arcivescovo cattolico italiano.

## Biografia
Nacque a Tarquinia il 25 dicembre 1905.
Papa Paolo VI lo elevò al rango di cardinale nel concistoro del 28 aprile 1969. Amico intimo di Paolo Bertoli e Umberto Mozzoni, fu segretario dell'APSA fino al 1969, quando gli succedette Giuseppe Caprio e lui divenne cardinale e direttore del Governatorato, cui facevano capo i 44 ettari dello Stato Pontificio.
Ha sostenuto e contribuito la Coppa Amicizia 1972-1973.
Partecipò ai due conclavi del 1978 che elessero Giovanni Paolo I e Giovanni Paolo II.
Morì il 15 marzo 1992 all'età di 86 anni.

## Genealogia episcopale
La genealogia episcopale è:
- Cardinale Scipione Rebiba
- Cardinale Giulio Antonio Santori
- Cardinale Girolamo Bernerio, O.P.
- Arcivescovo Galeazzo Sanvitale
- Cardinale Ludovico Ludovisi
- Cardinale Luigi Caetani
- Cardinale Ulderico Carpegna
- Cardinale Paluzzo Paluzzi Altieri degli Albertoni
- Papa Benedetto XIII
- Papa Benedetto XIV
- Papa Clemente XIII
- Cardinale Marcantonio Colonna
- Cardinale Giacinto Sigismondo Gerdil, B.
- Cardinale Giulio Maria della Somaglia
- Cardinale Carlo Odescalchi, S.I.
- Cardinale Costantino Patrizi Naro
- Cardinale Lucido Maria Parocchi
- Papa Pio X
- Cardinale Gaetano De Lai
- Cardinale Raffaele Carlo Rossi, O.C.D.
- Cardinale Amleto Giovanni Cicognani
- Cardinale Sergio Guerri